# Duisburg (Belgien)
Duisburg (frühere Schreibweise Duysbourg) ist eine Ortschaft in der belgischen Kommune Tervuren innerhalb der Region Flandern.

## Geschichte
Duisburg stand vom Mittelalter an unter selbstständiger Herrschaft, bis es im Jahr 1977 Tervuren zugeordnet wurde.
Unter Historikern ist umstritten, ob es sich beim alten Dispargum, von wo der fränkische Kleinkönig Chlodio zwecks Durchführung von Eroberungen in Belgien und Nordfrankreich auszog, um das belgische oder deutsche Duisburg handelt.

## Demographie
Im Jahr 2011 zählte Duisburg 3204 Einwohner, von denen 86 % Belgier und 14 % Ausländer waren. Die Ortschaft hat durch ihre Nähe zu Brüssel eine große französischsprachige Minderheit.

## Einzelnachweise

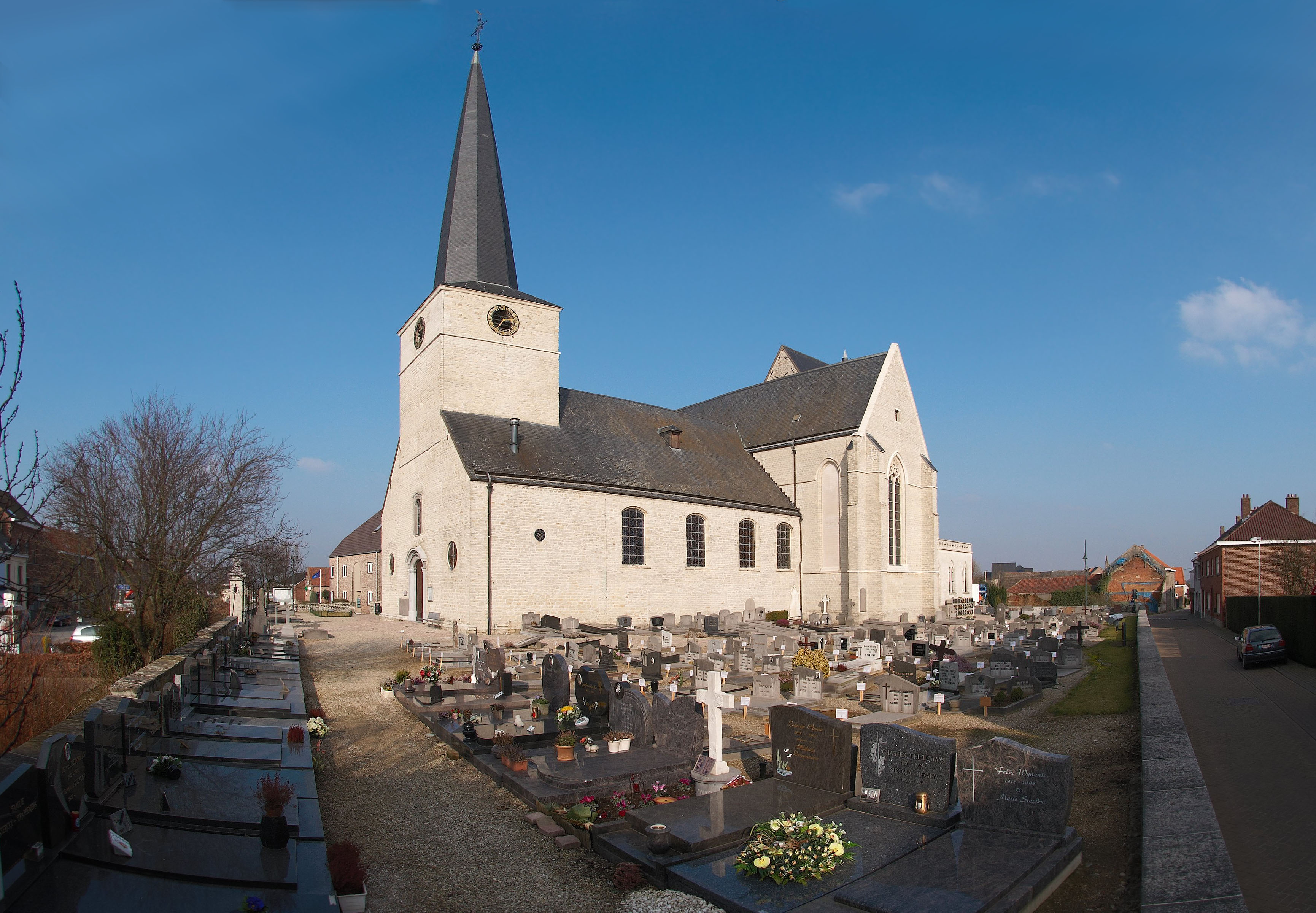
Kirche St. Katharina
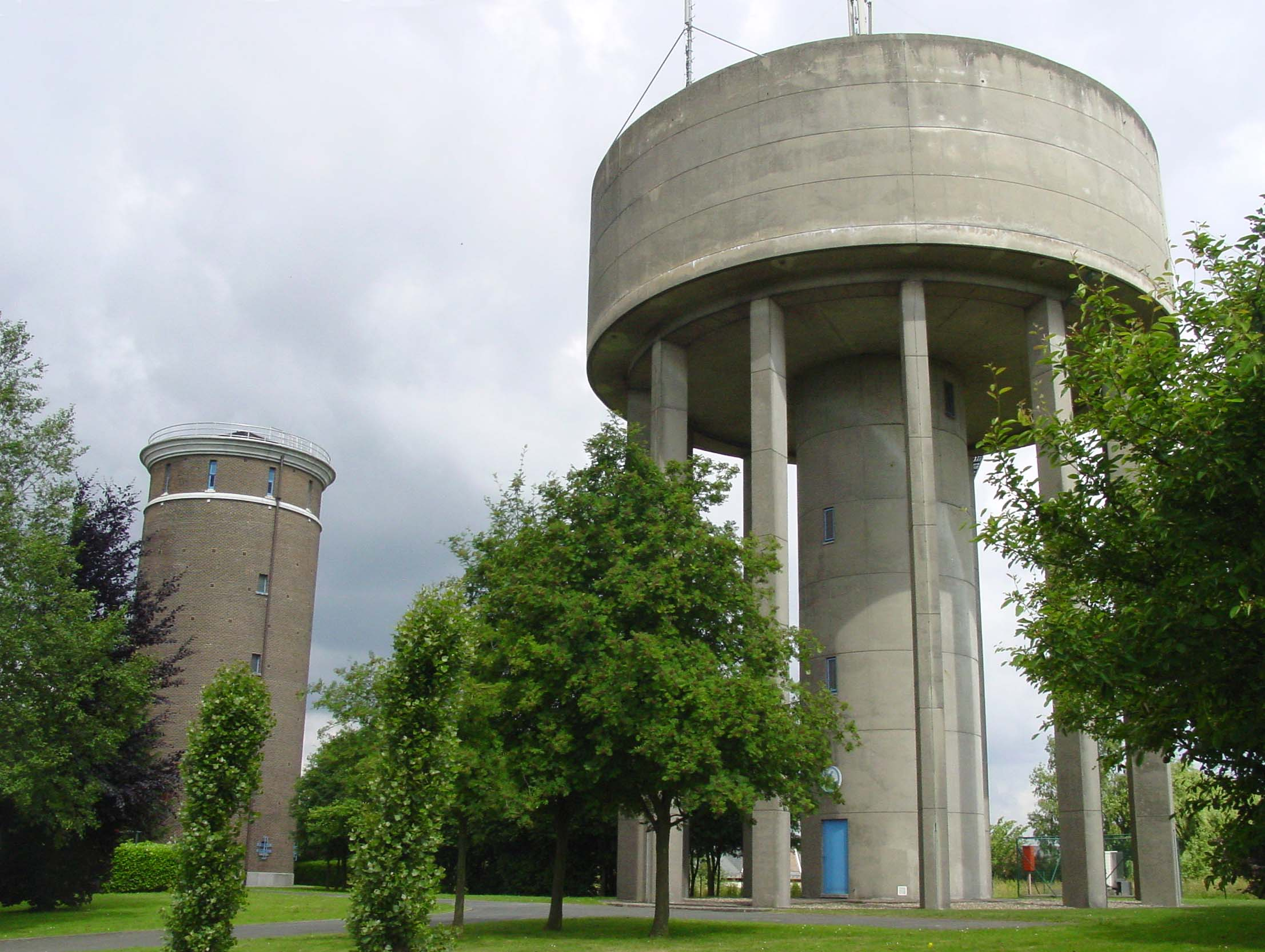
Zwillings-Wassertürme
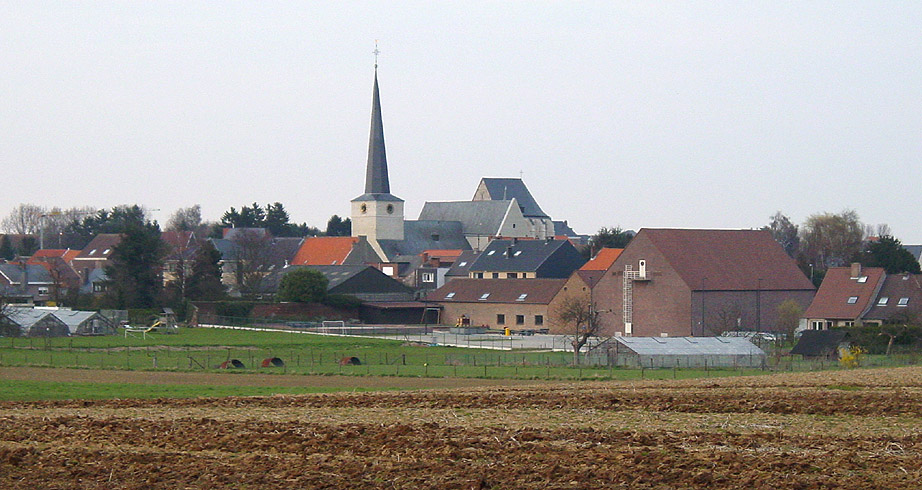
Blick auf Duisburg mit Kirche St. Katharina